# El Mañana/Kids with Guns
El Mañana/Kids With Guns – są to piosenki z drugiego albumu zespołu Gorillaz – Demon Days. Zostały one wydane jako podwójny, czwarty singel z najnowszej płyty zespołu.
Latem 2005 roku na oficjalnej stronie zespołu został ogłoszony konkurs "Search For A Star", którego zwycięzca miał pomóc przy pracach nad teledyskiem El Mañana.